# Мехмед Ханџић
Мехмед Ханџић (Сарајево, 16. децембар 1906, Сарајево — Сарајево, 26. јул 1944) био је један од иницијатора Сарајевске резолуције и председник Одбора народног спаса.

## Школовање и каријера
Завршио је мектеб и руждију а затим и Шеријатску гимназију 1926. године. После завршене гимназије је отишао у Каиро где је 1930. године завршио Универзитет Ал-Азхар као најбољи студент. По повратку са завршених студија студија Мехмед је почео да ради као предавач у Гази Хусрев-беговој медреси у којој су ученици организовали штрајк због Мехмедових покушаја да учврсти дисциплину у медреси. После медресе Мехмед је од 1937. године радио и као управник и библиотекар Гази Хусрев-бегове библиотеке.

## Сарајевска резолуција
Сарајевска резолуција је била резолуција коју је током Другог светског рата у Сарајеву (тада у саставу Независне Државе Хрватске) 14. августа 1941. године на предлог главног одбора усвојила скупштина удружења илмије (муслимански верски службеници) „Ел-Хидаје“. Овом резолуцијом се констатује тешка ситуације у којој су се нашли муслимани Босне и Херцеговине а за коју се наводи да је последица смишљене политике усташа да изазову сукобе православаца и муслимана, јавно се осуђују злочини појединих муслимана над грко-источњацима (православним Србима), констатује обесправљеност муслимана коју спроводе католици и захтева успостављање реда и мира, кажњавање одговорних за злочине и пружање помоћи жртвама.

## Одбор народног спаса
Одбор народног спаса је 26. августа 1942. године основан у Сарајеву, Независна Држава Хрватска, са циљем да организује наоружавање муслимана. Председник одбора је био Салих Сафвет Башић, али је пресудну улогу у доношењу одлука имао Узеир-ага Хаџихасановић који је био познати трговац из Сарајева и бивши сенатор. Један од првих 48 чланова одбора је био и Касим Добрача.

## Смрт
Мехмед Ханџић је умро 26. јула 1944. године од последице операције бруха. Постоје контроверзе о узроку смрти које никада нису биле поткрепљене чврстим материјалним доказима.